# Triaenodes loriai
Triaenodes loriai är en nattsländeart som beskrevs av Navás 1932. Triaenodes loriai ingår i släktet Triaenodes och familjen långhornssländor. Inga underarter finns listade i Catalogue of Life.